# كليفتون ساندفليت
كليفتون ساندفليت (بالهولندية: Clifton Sandvliet)‏ (مواليد 18 أغسطس 1977 في باراماريبو) لاعب كرة قدم سورينامي دولي يجيد اللعب في خط الوسط. يلعب حاليا لصالح نادي ووكينغ بويز كامباني السورينامي منذ 2004.

## روابط خارجية
- كليفتون ساندفليت على موقع الاتحاد الدولي (مؤرشف)  (الإنجليزية)
- كليفتون ساندفليت على موقع قاعدة بيانات كرة القدم.إي يو (الإنجليزية)
- كليفتون ساندفليت على موقع ناشيونال فوتبول تيمز (الإنجليزية)
- كليفتون ساندفليت على موقع كووورة